# Qasr Abu Rukba
Qasr Abu Rukba, der auch unter dem Namen Abu Rukbe bekannt wurde, ist die moderne Bezeichnung eines wahrscheinlich erst in der Spätantike errichteten Burgus der römischen und später byzantinischen Grenztruppen. Das gut erhaltene, an einem Hang des Jebel Abu Rukba errichtete Bauwerk befindet sich in der Wüstenzone des Gouvernements al-Karak in Jordanien.

## Lage
Der in einer ariden Klimazone errichtete Burgus befindet sich auf einem Plateau an der in diesem Bereich südöstlich-nordwestlich orientierten Hangkante des Jebel Abu Rukba. Er bot seiner Besatzung eine ausgezeichnete Aussicht auf Fajj el-Useikhir sowie auf die jordanische Wüstenzone im Osten. Das Legionslager Betthorus befindet sich rund 15 Kilometer nördlich. Von der strategisch herausragenden topographischen Lage des Qasr Abu Rukba fällt das Gelände nach Nordosten auf einer 590 Meter langen Gefällstrecke fast 60 Meter zum Wadi Abu Rukba hin ab. Nur 1,35 Kilometer südwestlich des Burgus befindet sich mit der Ruine Qasr at-Tamra ein kleiner Wachturm auf einer leichten Erhebung am dortigen Endpunkt des zum Jebel Abu Rukba gehörenden Plateaus. Mit diesem Turm bestand Sichtverbindung.

## Forschungsgeschichte

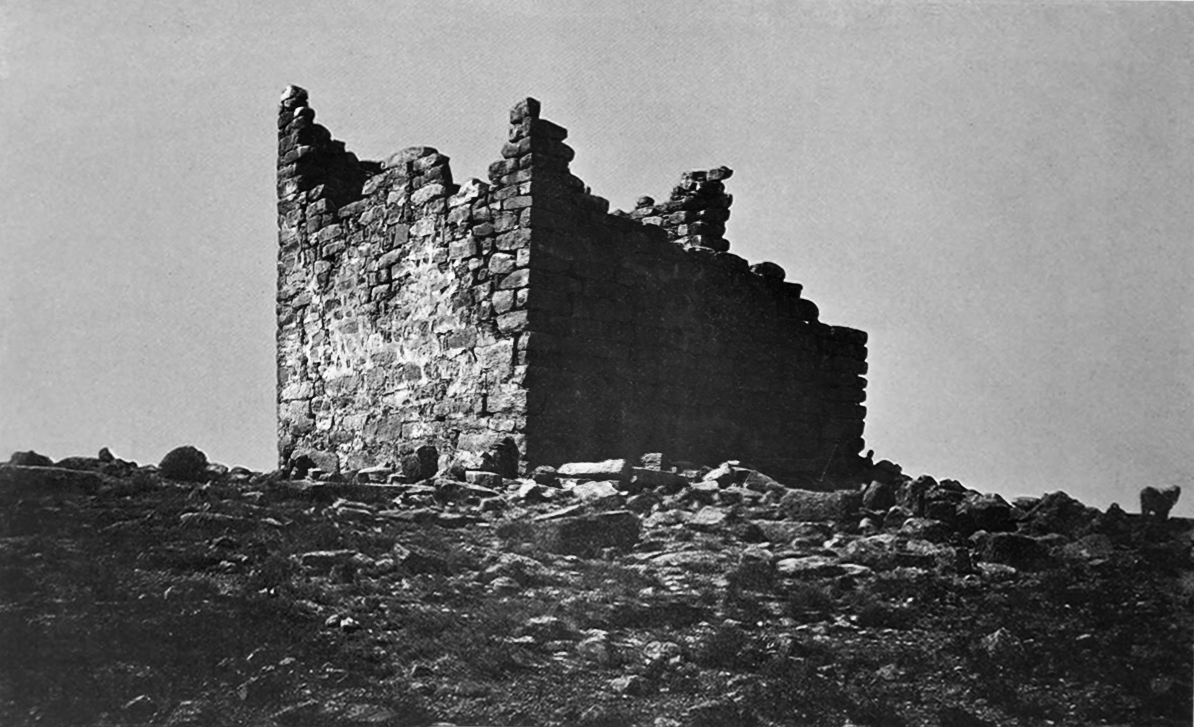
Der Qasr Abu Rukba von Osten im Jahre 1898. Damals war der Turm noch besser erhalten als heute

Zum ersten Mal wurde der Burgus während der 1898 durchgeführten Forschungsreise des österreichischen Althistorikers Alfred von Domaszewski (1856–1927) und des deutsch-amerikanischen Philologen Rudolf Ernst Brünnow (1858–1917) wissenschaftlich untersucht. Die beiden zeichneten nicht nur den ersten Aufriss und Grundriss des Bauwerks, sondern dokumentierten die Befunde auch mittels Photographien. Von Domaszewski und Brünnow besuchten als akribische Forscher nicht nur den römischen Limes, sondern viele weitere antiken Stätten der einstigen Provinz Arabia.
Der Biblische Archäologe Nelson Glueck (1900–1971), der in den 1930er Jahren viele Bauten des römischen Limes in Jordanien besuchte, stellte am 21. Mai 1933 außer einer kleinen Feldbegehung keine näheren Forschungen an dem von ihm ebenfalls aufgesuchten Qasr Abu Rukba an, sondern verwies 1934 auf von Domaszewskis und Brünnows Beschreibungen.
Trotz dieser frühen Untersuchungen gehörte der Limes im heutigen Jordanien in der Folgezeit bis Anfang der 1980er Jahre zu den am wenigsten untersuchten Grenzregionen des Römischen Reiches. Den ausschlaggebenden Beitrag zur modernen Erforschung des spätantiken Limes Arabicus leisteten die Untersuchungen des amerikanischen Provinzialrömischen Archäologen Samuel Thomas Parker (1950–2021), der mit einer Mannschaft aus Wissenschaftlern unterschiedlicher Disziplinen von 1980 bis 1989 archäologische Expeditionen unternahm. Als Leiter des Limes Arabicus Projects legte er dabei seinen Schwerpunkt auf den römischen Grenzverlauf in Zentraljordanien. Unter Parker wurde der Burgus erneut vermessen und ein weiterer Plan gezeichnet, der die Ergebnisse des ersten Planes bestätigte und ergänzte.
Die britische Klassische Archäologin Shelagh Gregory lehnte 1997 Parkers Datierung und seine baukonstruktiven Überlegungen zum Qasr Abu Rukba ab. Sie begründete ihr Vorgehen damit, dass er ihrer Meinung nach ohne weiteres davon ausgehe, in dieser Anlage ein von Grund auf römisches Produkt zu sehen, obwohl viele andere Türme doch eisenzeitlichen und nabatäischen Ursprungs seien und die Römer in der Regel lediglich eine Neubesetzung vornahmen. Gregory fand auch den von Parker nur leicht überarbeiteten Plan unverständlich, da der Archäologe keinerlei Erklärungen dazu bot. Sie konnte am Qasr Abu Rukba jedenfalls keine Parallelen zu anderen römischen Bauten wie dem Qasr Bshir feststellen, da sie bei beiden Objekten völlig andere innere Baukonstruktionen annahm.

## Baugeschichte

Grundrissplan des Qasr Abu Rukba nach den Untersuchungen von Alfred von Domaszewski und Rudolf Ernst Brünnow sowie Samuel Thomas Parker

Der Zugang zum Burgus von Nordwesten

Als Besatzung für Qasr Abu Rukba schlug Parker eine kleine Abteilung der im Legionslager Betthorus gelegenen Legio IIII Martia vor.

### Außenseiten
Der große, gut erhaltene rechteckige Burgus besitzt einen Umfang von 10,90 × 10,25 × 10,85 × 10,85 Metern. Mit seinen vier Ecken orientiert sich das Bauwerk fast genau nach den Haupthimmelsrichtungen. Im Osten und Norden haben sich Reste steinerner Einfriedungen erhalten, die möglicherweise als Gehege für Reittiere genutzt wurden. Parker konnte während seiner Untersuchungen noch bis zu 27 aufgemauerte Schichten feststellen und in der Westecke eine erhaltene Höhe von bis zu 9,70 Metern dokumentieren. Damit war dieser Burgus während seiner Nutzungsdauer nach dem Erdgeschoss noch mindestens zwei Stockwerke hoch. Die Mauern haben eine durchschnittliche Stärke von 1,30 Metern und bestehen aus behauenen Bruchsteinblöcken, die in Mörtel gesetzt und lagenhaft verlegt waren. Im ersten Stockwerk waren sowohl in der Südwest- als auch der Südostwand zwei Schlitzfenster eingelassen worden; der 1,35 Meter breite ebenerdige Eingang befand sich im Nordwesten. Glueck bemerkte, dass dieser Turm der damals größte war, den er in der gesamten Umgebung angetroffen hatte. Im Unterschied zu den ihm bekannten nabatäischen Türmen, die mit einem Trockenmauerwerk ausgeführt waren, standen die Mauern des Qasr Abu Rukba wie bereits beschrieben in Mörtel gesetzt und trugen einen Verputz.

### Innenaufbau
Ebenfalls an der Nordwestseite befand sich eine steinerne Treppe, durch die der erste Stock des Burgus erreicht werden konnte. Die Treppe lief über den Eingang hinweg. Die einzigen zwei in der Außenmauer verankerten roh gehauenen Treppensteine waren 0,85 Meter lang und 0,45 sowie 0,40 Meter breit. 0,90 Meter über dem Eingang befand sich eine 2,10 Meter breite Zwischenplattform der Treppe. Der israelische Militärhistoriker Mordechai Gichon (1922–2016) rekonstruierte diesen Treppenaufgang so, dass zunächst eine hölzerne Leiter an die beiden in einer Höhe von 2,70 Metern gelegenen Steinstufen angelehnt wurde. Von dort aus konnte die Zwischenplattform erreicht werden, die als Standfläche für eine weitere Leiter in den zweiten Stock gedient haben könnte. Der Grund für dieses Vorgehen könnte in der Verteidigungsbereitschaft gelegen haben. Hatte ein Gegner die ersten Sicherungen zum Burgus überwunden und war in das Innere eingedrungen, hätten die Verteidiger die Treppe im Erdgeschoss hochziehen können und eine weitere Rückzugsmöglichkeit gehabt.

## Zisternen
Mehrere nahe gelegene Zisternen versorgten unter anderem die Grenzschutzsoldaten mit Wasser. Diese in der Wüstenzone wichtigen Wasserreservoirs befinden sich entlang der Straßentrasse, die von Fajj el-Useikhir auf das Plateau hinaufsteigt und nach Norden in Richtung des Legionslagers Betthorus führt. Möglicherweise entstanden die Zisternen, um den Verkehr auf dieser Route überwachen zu können, da die Reisenden hier einen Halt einlegen konnten.

## Datierung
Parker nutzte bei seinen Forschungsexpeditionen zum spätantiken Limes Arabicus ein stratigraphisches Schema, das der vereinfachten Zuordnung für die gesicherten römischen und byzantinischen Funde und Befunde dient. Dieses Schema hatte der Archäologe und Keramikexperte James A. Sauer (1945–1999) im Jahr 1973 aufgestellt und war von Parker bis 2006, zum Abschluss des Limes-Arabicus-Projekts, überarbeitet worden.
| Zeitstellung            | Ungefähre Datierung        |
| ----------------------- | -------------------------- |
| frührömisch-nabatäisch  | ca. 63 v. Chr.–135 n. Chr. |
| frührömisch I           | ca. 63 v. Chr.–37 v. Chr.  |
| frührömisch II          | ca. 37 v. Chr.–4 v. Chr.   |
| frührömisch III         | ca. 4 v. Chr.–73 n. Chr.   |
| frührömisch IV          | ca. 73–135                 |
| spätrömisch I           | ca. 135–193                |
| spätrömisch II          | ca. 193–235                |
| spätrömisch III         | ca. 235–284                |
| spätrömisch IV          | ca. 284–324                |
| frühbyzantinisch I      | ca. 324–363                |
| frühbyzantinisch II     | ca. 363–400                |
| frühbyzantinisch III    | ca. 400–450                |
| frühbyzantinisch IV     | ca. 450–502                |
| spätbyzantinisch I      | ca. 502–527                |
| spätbyzantinisch II     | ca. 527–551                |
| spätbyzantinisch III–IV | ca. 551–636                |
| frühislamisch           | ca. 636–1174               |
| umayyadisch             | ca. 661–750                |
| frühmamelukisch         | ca. 1250–1401              |
| spätmamelukisch         | ca. 1401–1516              |

Architektonisch lässt sich der Burgus nach Parkers Studien der spätrömischen Epoche zuordnen. Es gibt deutliche konstruktive Ähnlichkeiten, wie sie am Praetorium Mobeni, am Legionslager Betthorus, am Qasr el-Maqhaz sowie an anderen Fundplätzen beobachtet werden können. Diese Datierung wird durch an dem Burgus gesammelte Keramikfragmente aus der spätrömisch-frühbyzantinischen Periode gestützt, die sowohl im Rahmen des Limes Arabicus Projects als auch während einer früheren Untersuchung ausgewertet werden konnten. Parker kam daher zu dem Schluss, die Errichtung des Burgus der Regierungszeit des Kaisers Diokletian (284–305) zuzuordnen. Die an dieser Fundstelle geborgene nabatäische Keramik deutet auf eine bereits früher erfolgte Nutzung dieser Fundstätte hin. In dessen laufender Amtszeit hatte der damalige Statthalter der Provinz Arabia, Aurelius Asclepiades, auch das Praetorium Mobeni errichten lassen.
Während der Forschungen von Parker wurden im Rahmen des Limes Arabicus Projekts insgesamt 36 Keramikfragmente im Bereich des Qasr Abu Rukba gesammelt. Zusätzlich zu den neun spätrömisch-frühbyzantinischen Scherben die im Rahmen des Limesprojekts gesammelt worden waren, kamen noch 14 Scherben der gleichen Zeitstellung, die Parker bereits 1976 am Turm gesammelt hatte.
| Anzahl | Zeitstellung                 | Bemerkung                  |
| ------ | ---------------------------- | -------------------------- |
| 1      | eisenzeitlich I–II           | ca. 1200–539 v. Chr.       |
| 26     | frührömisch-nabatäisch       | ca. 63 v. Chr.–135 n. Chr. |
| 23     | spätrömisch-frühbyzantinisch | ca. 135–502 n. Chr.        |

Eine singuläre Bronzemünze aus der Mamlukenzeit gehörte ebenfalls zum Fundgut.
Außer den von Parker angeführten Keramikfragmenten fand auch Glueck bei seinem Besuch außerhalb des Turms eine Reihe abgerollter nabatäischer Scherben. Weiteres Keramikmaterial erwähnte er nicht.

## Spätantiker vorderer Limesverlauf zwischen dem Qasr Abu Rukba und Umm Ubtulah
| Anzahl | Zeitstellung                 | Bemerkung                  |
| ------ | ---------------------------- | -------------------------- |
| 1      | vorgeschichtlich             | nicht näher definiert      |
| 11     | frührömisch-nabatäisch       | ca. 63 v. Chr.–135 n. Chr. |
| 7      | spätrömisch-frühbyzantinisch | ca. 135–502 n. Chr.        |
| 4      | unbestimmt                   |                            |

| Anzahl | Zeitstellung                      | Bemerkung                                 |
| ------ | --------------------------------- | ----------------------------------------- |
| 9      | kupferzeitlich-frühbronzezeitlich | ca. 4500–3000 v. Chr.                     |
| 18     | nabatäisch-römisch                | ca. 63 v. Chr.–324 n. Chr. (Wandscherben) |
| 1      | ayyubidisch-mamelukisch           | ca. 1174–1516                             |